# او-۳۹۰
زیردریایی یو-۳۹۰ (به انگلیسی: German submarine U-390) یک زیردریایی بود که طول آن ۶۷٫۱ متر (۲۲۰ فوت ۲ اینچ) بود. این زیردریایی در سال ۱۹۴۳ ساخته شد.